# Гапсальский уезд
Га́псальский (Ви́кский) уезд — административная единица в составе Эстляндской губернии Российской империи, существовавшая в 1745—1920 годах. Центр — город Гапсаль.

## География
Гапсальский уезд располагался в западной части Эстляндской губернии и занимал 4128 кв. вёрст.

## История
В 1745 году в составе Ревельской губернии был образован Викский дистрикт. В 1783 году Ревельская губерния преобразована в Ревельское наместничество, а Викский дистрикт — Викский крейс. В 1796 году в результате реформы Ревельская губерния переименована в Эстляндскую, а Викский крейс преобразован в Гапсальский уезд.
В 1920 году уезд был упразднён, его территория вошла в состав Эстонской Республики.

## Население
По переписи 1897 года население уезда составляло 82 077 человек, в том числе в Гапсале — 3212 жителей.
- Из них эстонцев — 75 647 человек (35 998 мужчин, 39 649 женщин)
- Из них шведов — 4620 человек (2202 мужчины, 2418 женщин)

## Административное деление
В 1913 году в уезде было 39 волостей*:
| - Ассокюль, - Вайскна, - Ваннамойс, - Вельц, - Венден, - Видрук, - Вормс, - Геймар, - Епись, - Казарген, | - Кальо, - Кайнис, - Кертель, - Клостргоф, - Коловере, - Кыргесар, - Леаль, - Луйст, - Ляхтра, - Мартенс, | - Массау, - Мерьяма, - Орро, - Паденорм, - Палифер, - Патцаль, - Пашлеп, - Пирзаль, - Рикгольц, - Саулеп, | - Синнален, - Сипп, - Сойниц, - Суремонз, - Суглен, - Тайбель, - Фелькс, - Фиккель, - Эммаст. |

* Ссылки условно даны на волости современной Эстонии.